# Barbara Neubauer

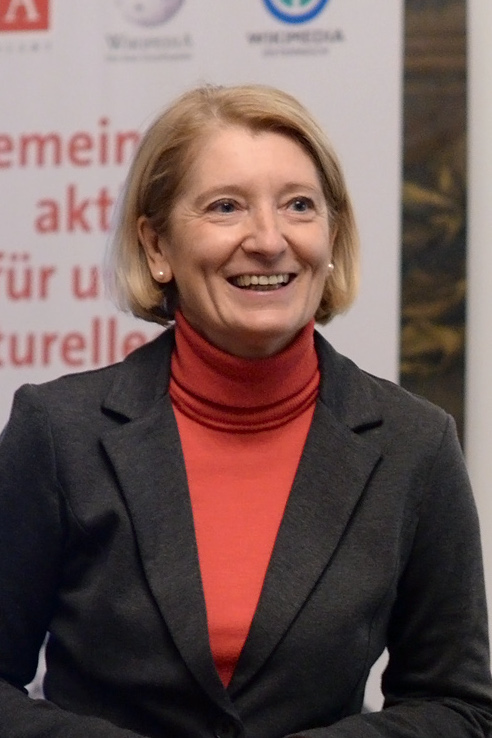
Barbara Neubauer (2014)

Barbara Neubauer (* 4. Dezember 1955 in Köflach, Steiermark) ist eine österreichische Kunsthistorikerin. Sie war von 2008 bis 2018 Präsidentin des Bundesdenkmalamtes.

## Leben
Barbara Neubauer studierte in Graz Kunstgeschichte und Geschichte mit dem Schwerpunkt Barock in Österreich. Ab dem Jahr 1983 war sie zuerst freiberuflich beim Bundesdenkmalamt in Kärnten tätig, wo sie am Projekt Österreichische Kunsttopographie mitarbeitete. Ab dem Jahr 1988 war sie zuerst im Landeskonservatorat für Kärnten und ab 1990 in Wien tätig, wo sie auch in den Jahren 2002 bis 2008 Landeskonservatorin war.
Im Jahr 1997 war sie Teilnehmerin an einem Kurs zu Fragen des Denkmalschutzes und der Denkmalpflegepraxis (ICCROM) in Rom.
Im Jahr 2008 wurde sie zur Präsidentin des Bundesdenkmalamtes ernannt, 2013 wurde ihr Vertrag um fünf Jahre verlängert. Als diese war sie auch Mitglied des Beirats für Baukultur im Bundeskanzleramt. Mit Ende Juli 2018 endete ihre Amtszeit, ihr Vertrag wurde nicht mehr verlängert.
Im März 2023 eröffnete Neubauer eine Keramik Kunst Pop-Up Galerie am Kohlmarkt 10, in den Räumlichkeiten des ehemaligen, von Hans Hollein geschaffenen, Kerzengeschäft Retti. Die Galerie "Ceramic Art Space" spezialisiert sich auf österreichische moderne Keramikkunst.

## Auszeichnungen
- 1986: Förderungspreis für Wissenschaft des Landes Kärntens
- 2012: Ritter der Ehrenlegion[5]
- 2015: Berufstitel Professor[6]
- 2019: Großes Goldenes Ehrenzeichen für Verdienste um das Bundesland Niederösterreich[7]

## Publikationen
- Barbara Kienzl: Die barocken Kanzeln in Kärnten. Verlag des Kärntner Landesarchivs, Klagenfurt 1986, ISBN 978-3-900531-16-4
- Barbara Neubauer-Kienzl; Gerhard Seebach; Ulrike Steiner: Die Profanen Bau- und Kunstdenkmäler der Stadt Friesach, Wien, Verlag A. Schroll 1991, Österreichische Kunsttopographie, Bd. 51.
- Barbara Neubauer-Kienzl; Wilhelm Deuer; Eduard Mahlknecht; Eva Berger: Die Kunstgeschichte Kärntens: Barock in Kärnten, Klagenfurt  2000, Verlag Carinthia, ISBN 978-3-85378-489-1
- Barbara Neubauer-Kienzl, Wilhelm Deuer, Eckart Vancsa: Die Kunstgeschichte Kärntens: Renaissance in Kärnten, Klagenfurt 1996, Verlag Carinthia, ISBN 3-85378-438-0